# 四铺镇
四铺镇是中华人民共和国安徽省淮北市濉溪县下辖的一个镇。

## 行政区划
四铺镇下辖以下村级行政区划单位：
周陈村、三铺村、新庄村、新建村、新风村、大郭村、大曹村、四铺村、五里铺村、北陈村、洪南村、八里村、五铺村、颜道口村、候庙村、界洪村、梁圩村、谢岭村、张圩村、湖涯村和五铺农场。